# Glass Tiger

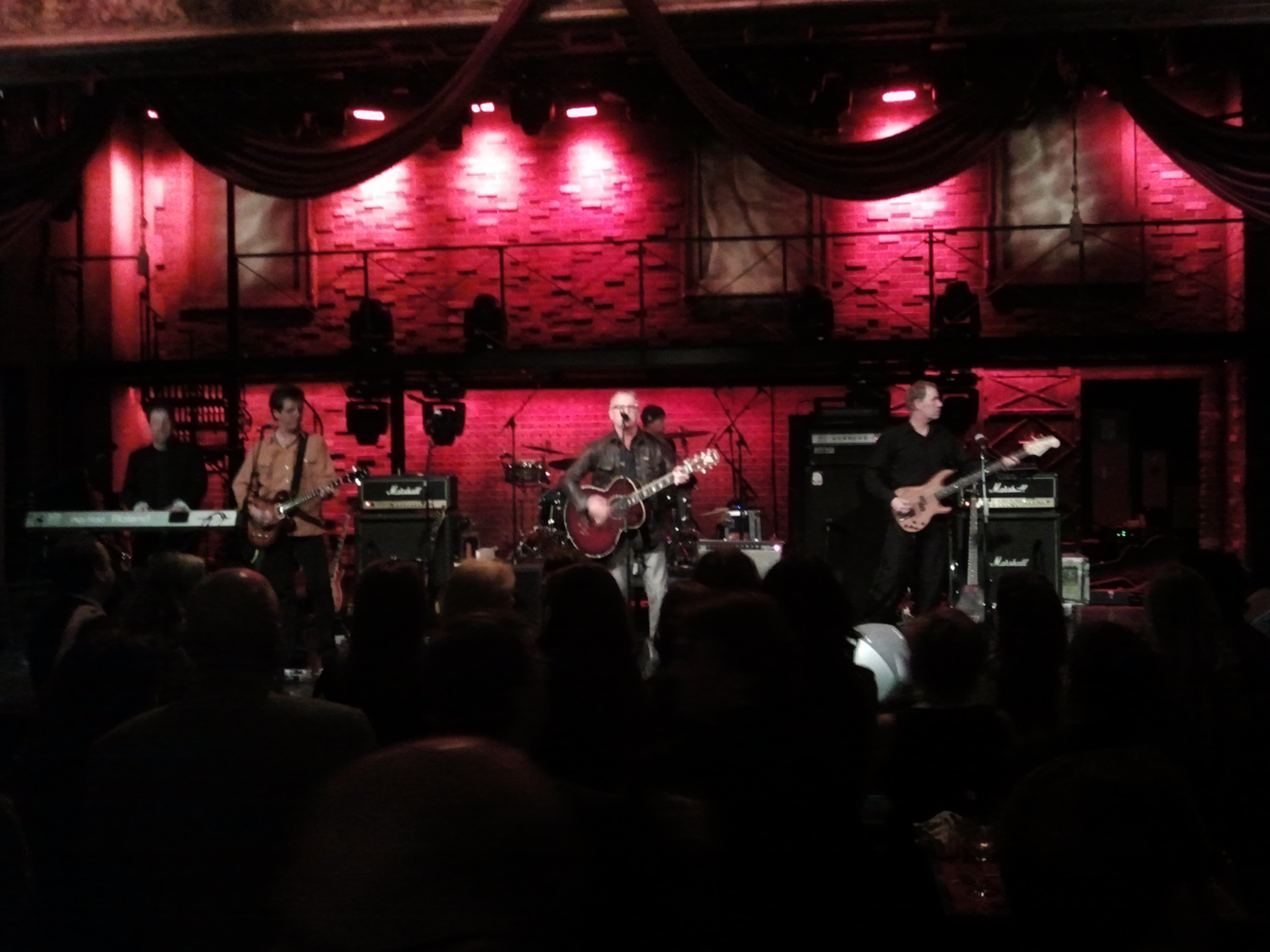
Glass Tiger au party d'EMI en 2011

Glass Tiger est un groupe canadien de rock qui fut populaire surtout dans les années 1980. Un de leurs grands succès fut (Don't) Forget me when I'm gone.

## Histoire
Fondé près de Toronto, au début des années 1980, il rassemblait d'anciens membres des formations Onyx et The End - Alan Frew (voix), Al Connelly (guitare), Sam Reid (claviers), Wayne Parker (basse) et Michael Hanson (batterie). Adoptant le nom de Glass Tiger en 1985, le groupe se hissa bientôt au sommet de la musique pop canadienne grâce à son premier album The Thin Red Line, paru en 1986, qui se vendit à plus de 400,000 exemplaires au pays et à 500,000 aux États-Unis. Ce disque incluait deux succès internationaux, « Don't Forget Me (When I'm Gone) » et « Someday », ainsi que la pièce-titre, « What I Look For » et « I'll Be There », titres qui furent populaires au Canada. Ces premiers succès valurent à Glass Tiger deux prix Juno en 1986 pour le single (« Don't Forget Me ») et le disque de l'année ainsi que comme groupe le plus prometteur. Aux chœurs, les artistes canadiens Lisa Dalbello et Bryan Adams ont participé au premier album.
En 1987, il reçut un Juno du single de l'année (« Someday ») et il fut en nomination pour un Grammy (É.-U.) à titre de meilleur nouvel artiste. Un second album, Diamond Sun, paru en 1988, incluait les succès canadiens « I'm Still Searching », « Diamond Sun », « My Song », « Send Your Love » et « (Watching) Worlds Crumble ». À noter, à nouveau, la collaboration de la chanteuse canadienne Lisa Dalbello aux chœurs.  Les ventes au Canada excédèrent les 200,000 exemplaires. Hanson, qui quitta Glass Tiger en 1988, fut remplacé en tournée par Randall Coryell et sur disque par d'autres batteurs. Un troisième album, Simple Mission, paru sur CD et cassette en 1991, révéla un style rock plus agressif; il contenait entre autres les succès « Animal Heart », « Rhythm of Your Love » et « My Town ».
Avec Frew (Coatbridge, Écosse, 8 novembre 1958) en vedette, Glass Tiger est particulièrement populaire auprès des adolescents, et il a gagné un Juno (prix du public) comme groupe de variétés de l'année en 1988. En plus de donner des concerts au Canada, le groupe s'est produit aux États-Unis (1986, en première partie du spectacle de Journey) et en Europe (en 1987, a ouvert pour Tina Turner et, en 1991, a fait de même pour Roxette).
Le groupe a fait une pause en 1993. Après avoir poursuivi d'autres projets, le groupe se reforma en 2003 avec le nouveau batteur Chris McNeil  et recommença à tourner. 
En mars 2009, Glass Tiger et des anciens de la LNH ont rendu visite aux Forces canadiennes stationnées à Kandahar, en Afghanistan. La visite comprenait des représentations en direct et des images ont été montrées lors d'un épisode de Entertainment Tonight Canada. Le groupe est retourné en Afghanistan pour une deuxième représentation en 2010. 
En 2012, Glass Tiger a effectué une tournée à travers le Canada avec le groupe Roxette et s'est produit dans le cadre du "Rock The Peach Music Fest" de Penticton, en Colombie-Britannique. Le 1er juillet 2013, Glass Tiger a donné un concert gratuit à Leduc, en Alberta. dans le cadre d'une célébration de la fête du Canada. Glass Tiger s'est produit dans plusieurs festivals à l'été 2017. Le 23 septembre 2017, Glass Tiger s'est produit à la Place des Jeux du Canada à Prince George, en Colombie-Britannique. Le concert gratuit a été organisé pour remercier la ville d'avoir accueilli plus de 11 000 évacués de l'intérieur du sud qui avaient été déplacés en raison des incendies de forêt. 
En février 2018, pour célébrer 31 ans de musique ensemble, le groupe a publié un album intitulé 31. Produit par l'artiste country écossais / canadien Johnny Reid, l'album comprend des contributions spéciales de la part de Julian Lennon ("Thin Red Line"), Alan Doyle. ("My Song"), Véronic Dicaire ("Someday"), Susan Aglukark et David R. Maracle ("Diamond Sun"). 
En mai 2019, Glass Tiger a publié son cinquième album studio, 33.  Après la sortie de l'album, le groupe a rejoint Corey Hart lors de sa tournée pancanadienne "Never Surrender" en juin 2019. Le groupe a continué à jouer un certain nombre de concerts en tête d'affiche tout au long de l'été et s'est produit dans le cadre du Festival international de la chanson Sopot en Pologne.

## Discographie
- 1986 : The Thin Red Line
- 1988 : Diamond Sun - Avec Lisa Dalbello et Bryan Adams aux chœurs
- 1990 : Simple Mission
- 2018 : 31 - Avec Julian Lennon, Véronic Dicaire et Susan Aglukark.
- 2019 : 33

- Album live :
- 2006 : Live

- Compilations :
- 1993 : Air Time: The Best of Glass Tiger
- 2005 : No Turning Back: 1985–2005
- 2006 : Extended Versions
- 2012 : Then, Now, Next